# Velká synagoga (Londýn)
Velká synagoga v Londýně byla ortodoxní synagoga, která stávala v londýnské City. Synagoga byla po staletí centrem života aškenázských Židů v Londýně. Byla vystavěna v 17. století. K jejímu zničení došlo za druhé světové války během německých leteckých útoků.

## Historie

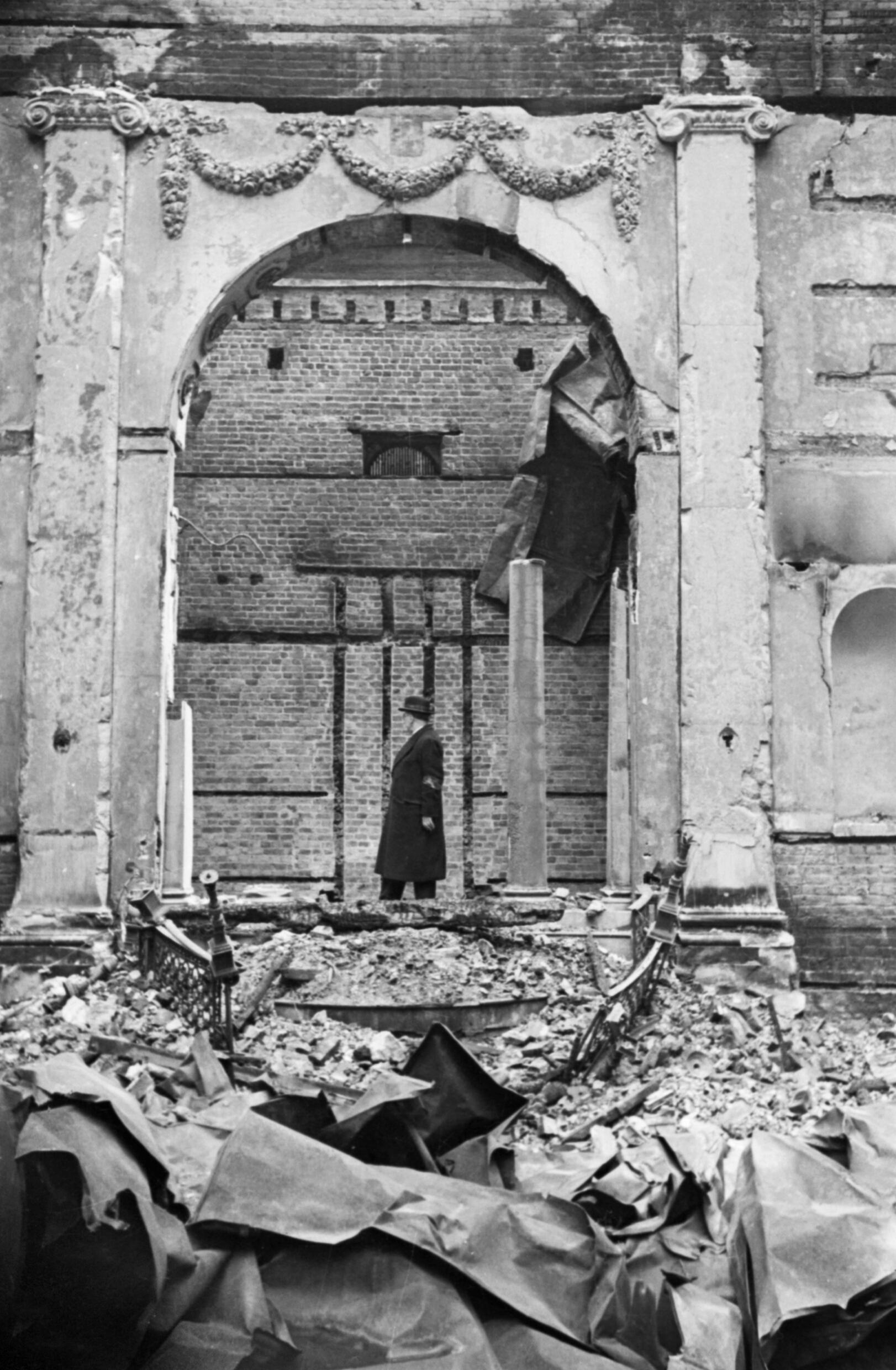
Reverend Hermann Mayerowitsch pod zdobeným obloukem Velké synagogy po její zkáze

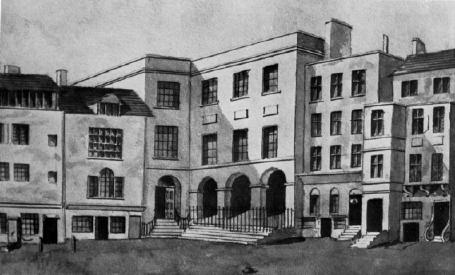
Kresba synagogy, c. 1820

Nejstarší aškenázská synagoga postavená v Londýně po návratu Židů do Anglie v 17. století byla postavena kolem roku 1690 na Duke's Place v City of London. V letech 1696–7 získala synagoga také pohřebiště na Alderney Road.
Sbor rostl a v roce 1722 byla postavena nová budova. Náklady nesl podnikatel a filantrop Moses Hart. Stavba byla vysvěcena na Roš ha-šana 18. září 1722. Zvětšená budova, kterou navrhl George Dance starší, byla vysvěcena 29. srpna 1766.
V letech 1788 až 1790 vznikla na místě třetí synagoga. Tehdy se stala hlavní donátorkou nezvykle žena - Judith Levy, dcera Mosese Harta. Architektem nové budovy byl James Spiller.
Synagoga byla zničena v noci z 10. na 11. května 1941, při jednom z posledních velkých útoků německého letectva. Synagogu na Duke's Place připomíná pamětní deska.

## V umění
V roce 1819 Augustus Charles Pugin a Thomas Rowlandson nakreslili akvatintu interiéru, která původně byla publikována v dobovém populárním ilustrovaném časopise Ackermann's Repository of Arts. Pugin nakreslil pěkné vyobrazení jónských sloupů podpírajících balkony a klasickou výzdobu budovy. Rowlandson nakreslil karikatury věřících s nahrbenými rameny a přehnanými nosy, které se tradičně připisují Židům.